# Distrito de Nové Mesto nad Váhom
El distrito de Nové Mesto nad Váhom (en eslovaco: Okres Nové Mesto nad Váhom) es una unidad administrativa (okres) de Eslovaquia noroccidental, situado en la región de Trenčín. Dispone de una superficie de 580 km². Su capital es la ciudad homónima de Nové Mesto nad Váhom.

## Demografía
| Año        | 1994   | 2004    | 2014    | 2024    |
| ---------- | ------ | ------- | ------- | ------- |
| Población  | 64 563 | 63 119  | 62 531  | 61 303  |
| Diferencia |        | −2,23 % | −0,93 % | −1,96 % |

| Año        | 2023   | 2024    |
| ---------- | ------ | ------- |
| Población  | 61 349 | 61 303  |
| Diferencia |        | −0,07 % |

## Ciudades (población año 2017)
- Nové Mesto nad Váhom (capital) 20 066
- Stará Turá 8932

## Municipios
- Beckov 1368
- Bošáca 1397
- Brunovce 546
- Bzince pod Javorinou 2080
- Čachtice 3939
- Častkovce 1486
- Dolné Srnie 988
- Haluzice 82
- Hôrka nad Váhom 743
- Horná Streda 1386
- Hrachovište 705
- Hrádok 728
- Kálnica 1063
- Kočovce 1563
- Lubina 1441
- Lúka 676
- Modrová 511
- Modrovka 191
- Moravské Lieskové 2557
- Nová Bošáca 1070
- Nová Lehota 199
- Nová Ves nad Váhom 566
- Očkov 478
- Pobedim 1158
- Podolie 1858
- Potvorice 677
- Považany 1251
- Stará Lehota 196
- Trenčianske Bohuslavice 934
- Vaďovce 727
- Višňové 169
- Zemianske Podhradie 772